# Аврора (премія)
Премія «Аврора» — це набір перш за все літературних нагород, які щорічно присуджуються за найкращі канадські науково-фантастичні чи фентезі професійні та фанатські твори та досягнення за попередній рік. Зараз премія також присуджується за фільми, поезію, музику та інші види мистецтва Подія організована Canvention, а нагороди присуджуються Канадською асоціацією наукової фантастики та фентезі та SFSF Boreal Inc. Спочатку вони були відомі як Canadian Science Fiction and Fantasy Awards, яка була скорочена до CSFFA та отримала прізвисько Casper Awards. Але ця назва була змінена на Aurora Awards у 1991 році, тому що Aurora однаково звучить в англійській та французькій. Категорії розширилися з суто літературних, до категорій, які визнають досягнення в коміксах, музиці, поезії, мистецтві, кіно та телебаченні.
Спочатку CSFFA видавала англомовну та франкомовну версії нагород, а франкомовна версія була відома як Prix Aurora . Однак франкомовний розділ нагород тепер відомий як Prix Aurora-Boréal і був створений завдяки угоді між SFSFBI і CSFFA в листопаді 2010 року, яка об'єднала незалежні Prix Boréal і Prix Aurora в одну нагороду, пов'язану з англомовною премією. Нагороди обираються шляхом голосування членів та членкинь за механізмом як у нагороди Hugo Awards .
Перша нагорода була присуджена в 1980 році на Hal-Con 3 у Галіфаксі, Нова Шотландія, що, у свою чергу, стало першим з'їздом під назвою Canvention
Голосування за нагороди здійснюється членами та членкинями Канадської асоціації наукової фантастики та фентезі, які сплачують щорічний внесок у розмірі 10 доларів США. Видавці не можуть голосувати під час номінації чи голосування за короткий список, але можуть подавати роботи авторів та авторок, яких вони представляють, без сплати гонорару.

## Нагорода
Канадська асоціація наукової фантастики та фентезі (CSFFA) та SFSFBI вручають нагороди «Аврора» та «Аврора-Бореал» за найкращі твори наукової фантастики та фентезі в кожній із категорій. CSFFA займається англомовною премією Aurora Awards, а SFSFBI — франкомовною премією Aurora-Boréal Awards, хоча обидві організації є співспонсорами іншої премії. Заявки є дійсними, лише якщо вони були створені або завершені в попередньому календарному році.
Для Aurora Awards офіційних номінантів обирає комітет з нагород з усіх робіт, які отримали принаймні 5 номінацій від членів та членкинь CSFFA протягом року, а потім за короткий список голосує кожен член та членкиня CSFFA. Його можна отримати через членський внесок у розмірі 10 доларів і за нього можна проголосувати особисто за допомогою картки для голосування на щорічних загальних зборах CSFFA під час Canvention цього року або онлайн через портал, створений CSFFA. Щоб мати право голосувати, учасник чи учасниця повинен бути учасником принаймні 1 місяць до Canvention. Кінцеві терміни голосування встановлюються CSFFA на Конвенції попереднього року.
Категорія не отримує нагороди, якщо у цій категорії до початку голосування було менше трьох номінантів, які відповідають вимогам, або достатньо людей проголосувало за варіант «Без нагороди» в бюлетені, і це дає більшість .
Для голосування використовується метод миттєвого повторного голосування, коли виборці оцінюють свій вибір, а той, хто набрав найменшу кількість балів, вилучається, доки один кандидат не отримає більшість.
Для участі в Залі слави CSFFA учасник або учасниця має бути номінований на трофей, а потім обраний журі з 4 осіб, яке обирається CSFFA щороку.

## Актуальні категорії нагород
|                         | Англомовна премія                     | Франкомовна премія                |
|                         | Професійні нагороди                   | Професійні нагороди               |
| ----------------------- | ------------------------------------- | --------------------------------- |
| Романи                  | Найкращий роман                       | Meilleur roman                    |
| Романи Ю.А              | Найкращий роман YA                    | Meilleur roman                    |
| Інша література         | Найкраща споріднена робота            | Meilleurs ouvrages connexes       |
| Комікси                 | Найкращий графічний роман             | Meilleure bande dessinée          |
| Художня література      | Найкраща новела/новела                |                                   |
| Художня література      | Кращий короткий художній роман        | Meilleure nouvelle                |
| Поезія                  | Кращий вірш/пісня                     | Meilleure nouvelle                |
| Музика                  | Кращий вірш/пісня                     | Création artistique audiovisuelle |
| Кіно і телебачення      | Найкраща візуальна презентація        | Création artistique audiovisuelle |
| Мистецтво               | Кращий художник                       | Création artistique audiovisuelle |
| Досягнення за все життя | Трофей Залу Слави                     | Трофей Залу Слави                 |
|                         | Нагороди шанувальників                |                                   |
| Написання/Публікація    | Найкращі тексти та публікації фанів   | Fanédition                        |
| Організація конгресу    | Найкращий фан-організатор             | Fanédition                        |
| Інші роботи             | Найкраща робота, пов'язана з фанатами | Fanédition                        |

## Визнання
CSFFA є федерально визнаною канадською некомерційною організацією з 2011 року.